# Capital Cities
Capital Cities ist ein US-amerikanisches Indie-Pop-Duo aus Los Angeles. International bekannt wurde es mit dem Song Safe and Sound.

## Geschichte
Capital Cities wurde 2009 von Ryan Merchant und Sebu Simonian gegründet. Am 7. Juni 2011 erschien unter dem Titel Capital Cities EP die Debüt-EP mit der Single Safe and Sound. Am 1. Juni 2012 kam die zweite Single, Kangaroo Court, auf den Markt. Perez Hilton nahm sie auf die Kompilation Pop Up #1.
Im Februar 2013 stieg Safe and Sound bis auf Platz 1 der amerikanischen Alternative-Songs-Charts auf. 2013 setzte das Telekommunikationsunternehmen Vodafone das Lied bei einer Werbekampagne für den deutschen Markt ein. Daraufhin stieg es innerhalb von vier Wochen bis auf Platz eins der deutschen Singlecharts. Am 25. August 2013 wurde der Videoclip von Safe and Sound mit dem MTV Video Music Award honoriert. Im Jahr 2014 wurde der Titel Kangaroo Court bei der Bose-Werbekampagne „Listen For Yourself“ eingesetzt.

## Diskografie

### Studioalben
- 2013: In a Tidal Wave of Mystery (Capitol Records)
- 2018: Solarize (Capitol Records)

### EPs
- 2011: Capital Cities EP (Lazy Hooks)
- 2013: Kangaroo Court EP (Lazy Hooks)
- 2017: Swimming Pool Summer EP (Lazy Hooks)

### Singles
- 2010: Beginnings
- 2011: Safe and Sound
- 2013: Kangaroo Court
- 2013: I Sold My Bed, But Not My Stereo
- 2014: One Minute More
- 2016: Vowels
- 2018: My Name Is Mars
- 2018: Venus & River
- 2018: Levitate
- 2018: Just Say When
- 2018: Space

## Auszeichnungen für Musikverkäufe
| Goldene Schallplatte - Brasilien - 2024: für die Single Kangaroo Court - Neuseeland - 2024: für das Album In a Tidal Wave of Mystery Platin-Schallplatte - Australien - 2014: für die Single Safe and Sound - Dänemark - 2014: für das Streaming Safe and Sound - Mexiko - 2016: für das Album In a Tidal Wave of Mystery - Spanien - 2014: für das Streaming Safe and Sound 2× Platin-Schallplatte - Italien - 2014: für die Single Safe and Sound - Mexiko - 2014: für die Single Safe and Sound - Schweden - 2014: für die Single Safe and Sound - Spanien - 2024: für die Single Safe and Sound | 3× Platin-Schallplatte - Neuseeland - 2025: für die Single Safe and Sound 5× Platin-Schallplatte - Kanada - 2017: für die Single Safe and Sound Diamantene Schallplatte - Brasilien - 2024: für die Single Safe and Sound |

Anmerkung: Auszeichnungen in Ländern aus den Charttabellen bzw. Chartboxen sind in ebendiesen zu finden.
| Land/RegionAuszeichnungen für Musikverkäufe (Land/Region, Auszeichnungen, Verkäufe, Quellen) | Gold     | Platin       | Diamant  | Verkäufe  | Quellen                           |
| -------------------------------------------------------------------------------------------- | -------- | ------------ | -------- | --------- | --------------------------------- |
| Australien (ARIA)                                                                            | —        | Platin1      | —        | 70.000    | aria.com.au                       |
| Brasilien (PMB)                                                                              | Gold1    | —            | Diamant1 | 280.000   | pro-musicabr.org.br               |
| Dänemark (IFPI)                                                                              | —        | Platin1      | —        | —         | ifpi.dk                           |
| Deutschland (BVMI)                                                                           | Gold1    | 2× Platin2   | —        | 750.000   | musikindustrie.de                 |
| Italien (FIMI)                                                                               | —        | 2× Platin2   | —        | 60.000    | fimi.it                           |
| Kanada (MC)                                                                                  | —        | 5× Platin5   | —        | 400.000   | musiccanada.com                   |
| Mexiko (AMPROFON)                                                                            | —        | 3× Platin3   | —        | 180.000   | amprofon.com.mx                   |
| Neuseeland (RMNZ)                                                                            | Gold1    | 3× Platin3   | —        | 97.500    | radioscope.co.nz NZ2              |
| Österreich (IFPI)                                                                            | Gold1    | —            | —        | 15.000    | ifpi.at                           |
| Schweden (IFPI)                                                                              | —        | 2× Platin2   | —        | 80.000    | sverigetopplistan.se              |
| Schweiz (IFPI)                                                                               | Gold1    | —            | —        | 15.000    | hitparade.ch                      |
| Spanien (Promusicae)                                                                         | Gold1    | 2× Platin2   | —        | 120.000   | elportaldemusica.es promusicae.es |
| Vereinigte Staaten (RIAA)                                                                    | —        | 7× Platin7   | —        | 7.000.000 | riaa.com                          |
| Vereinigtes Königreich (BPI)                                                                 | —        | Platin1      | —        | 600.000   | bpi.co.uk                         |
| Insgesamt                                                                                    | 6× Gold6 | 29× Platin29 | Diamant1 |           |                                   |

## Auszeichnungen
MTV Video Music Awards
- 2013: in der Kategorie Best Visual Effects für Safe and Sound